# Ignaz Weinhart (Sammler)
Ignaz Weinhart (* 12. Februar 1617 in Innsbruck; † 6. Oktober 1684 in Innsbruck) war ein österreichischer Sammler und Gründer einer Wunderkammer.

## Leben
Ignaz Weinhart war der Sohn des Arztes Paul Weinhart und dessen Ehefrau Anna Burgkhlehner. Er wurde im Februar 1617 von Herrn Caspar Payr zu Caldiff in der St. Jakobspfarrkirche zu Innsbruck aus der Taufe gehoben. Wie sein Name, so war auch seine Erziehung streng nach jesuitischen Geiste ausgerichtet, und bereits in einem Alter von 12 Jahren – damals scheint seine schulische Ausbildung begonnen zu haben – wurde er als Mitglied in die Innsbrucker Studentenkongregation B.V.A. aufgenommen.
In dieser Gemeinschaft verblieb er auch, bis er sich im Jahre 1637 zum Studium der Rechte an die Universität Siena begab. Vier Jahre später bereits, am 7. April 1641, erhielt er von dieser Universität das juridische Doktordiplom. Noch im selben Jahr bat daher sein Vater Paul Weinhart bei Erzherzog Ferdinand Karl, man möge seinen Sohn Ignaz zu Diensten nach seinen Qualitäten befördern. Da aber zu dem Zeitpunkt am Hof keine Stelle frei war, wurde diese Bitte suspendiert.
Am 21. Januar 1663 wurde Ignaz Weinhart von Erzherzog Sigmund Franz zu seinem geheimen obersten Sekretär ernannt. In der Ernennungsurkunde wurde festgehalten, das Dr. Ignaz Weinhart künftig alleine den geheimen Schriftverkehr des Erzherzogs, wie auch im Geheimen Rat das Protokoll führen musste.
Wie bei Karl Joseph von Weinhart (1712–1788), so war es auch bei Ignaz Weinhart nicht seine berufliche Tätigkeit, die ihn für die Geistesgeschichte bedeutend macht, sondern sein Privatleben bzw. seine Interessen. Letztere fanden bleibenden Ausdruck in einer zwar nicht sehr großen, aber doch beachtenswerten Sammlung. Obwohl diese längst nicht mehr besteht, so weiß man doch sehr genau darüber Bescheid. Ignaz Weinhart verfasste nämlich in seinem letzten Lebensjahr 1684 ein genaues Inventar, in welchem er jedes einzelne Stück seiner Sammlung genau beschreibt.
Den zahlenmäßig größten Teil der Sammlung nahmen Gebrauchs-, Spiel- oder Ziergegenstände ein, die entweder durch das Material, aus welchem diese bestanden, oder durch ihre kunstvolle Gestaltung besonderen Wert hatten. Sie geben Auskunft über den wirtschaftlichen Wohlstand ihres Besitzers und sind in ihrer geistigen Aussage daher im Wesentlichen zeitlos, da sie nur zeigen, dass ihr Besitzer modern sein wollte.
Die Sammlung beweist, dass auch der minder bemittelte Beamtenadel, durch das fürstliche Vorbild in Innsbruck dazu angeleitet, Kunst- und Wunderkammern angelegt hat.